# 永享記
『永享記』（えいきょうき）は、室町時代の永享の乱・結城合戦からその後の東国情勢を描いた軍記物。内容は諸史料と比較しても正確で信頼性が高いとされ、現在まで多くの歴史学研究で利用されている。

## 概要
成立年代・作者ともに不明だが、永享の乱・結城合戦の諸軍記は全て『鎌倉持氏記』が源流にあることが明らかにされており、『永享記』も該当部分は『鎌倉持氏記』をリライトしたものとされる。軍記物としては文学的な潤色も少なく全体に公平な立場から実録的に書かれているが、比して関東管領上杉憲実を忠臣として賛美する傾向がある。
また『永享記』とほぼ同内容の軍記に『結城戦場記』があり、伝本のひとつとも評されている。『永享記』と『結城戦場記』を比較すると、『結城戦場記』の方がより母本に近い善本とされるが、両記間の関係は必ずしも確立しておらず「永享記（結城戦場記）」といった形で両記を併記することもある。『永享記』『結城戦場記』ともに伝本の多くは足利氏の系譜を始めに記し、永享の乱・結城合戦の顛末、鎌倉府再興、長享の乱で山内・扇谷上杉氏が戦った高見原合戦や北条早雲の登場までで構成されているが、本来の形は「古河城事」までの全15章で「太田道灌事」以下は『太田道灌記』をもとに後から挿入された可能性が指摘されている。

## 所収項目一覧
| - 1 足利家略系図・鎌倉公方略系図。 - 2 公方管領不和の事。 - 3 三浦介逆心の事。 - 4 箱根早川尻合戦の事。 - 5 持氏鎌倉へ帰給ふ事・附鎌倉合戦事。 - 6 持氏御出家并憲直以下自害の事。 - 7 持氏満貞御最期の事。 - 8 憲実出家の事。 - 9 結城籠城事。 - 10 村岡合戦事。 | - 11 結城落城の事。 - 12 成氏の事。 - 13 堀越御所御下向の事。 - 14 京都軍の事。 - 15 古河城の事。 - 16 太田道灌の事。 - 17 太田最期の事。 - 18 山内扇谷不和の事。 - 19 高見原合戦の事。 - 20 早雲蜂起の事。 |

（下記参考文献の3、349 - 431頁による。）